# Andressa Alves
Andressa Alves da Silva (* 10. November 1992 in São Paulo) ist eine brasilianische Fußballspielerin, die seit 2025 bei Corinthians São Paulo spielt.

## Karriere

### Verein
Alves spielte bis 2012 beim brasilianischen Club Foz Cataratas FC, mit dem sie 2011 den brasilianischen Pokalwettbewerb gewann. Das Finale der Copa Libertadores Femenina 2012 ging hingegen im Elfmeterschießen gegen den chilenischen Vertreter CSD Colo-Colo verloren. Zur Folgesaison wechselte sie zum São José EC. Mit diesem gewann Alves umgehend den brasilianischen Pokalwettbewerb und die Copa Libertadores Femenina. Ein Jahr später gewann São José die Copa Libertadores erneut und siegte zudem beim in Japan ausgetragenen mobcast Cup, einer inoffiziellen Club-Weltmeisterschaft. Im Dezember 2014 unterschrieb Alves gemeinsam mit ihrer Landsfrau Francielle bei den Boston Breakers, beide wurden jedoch im Februar 2015 noch vor Saisonbeginn von ihrem Verband zurückgezogen, um an einem 18-monatigen Förderprogramm in Vorbereitung auf die Weltmeisterschaft 2015 sowie die Olympischen Sommerspiele 2016 teilzunehmen. Im Sommer 2015 wechselte Alves dennoch zum französischen Erstligisten HSC Montpellier. 2016 schloss sie sich dem FC Barcelona an. Für Barcelona bestritt sie auch 19 Spiele in der UEFA Women’s Champions League und erreichte in der Saison 2018/19 als erste spanische Mannschaft das Finale, das man mit 1:4 gegen Titelverteidiger Olympique Lyon verlor. Alves wurde in der 69. Minute beim Stand von 0:4 eingewechselt. Danach wechselte sie nach Italien zur AS Rom. Im Mai 2022 erhielt sie hier eine Vertragsverlängerung bis Ende Juni 2023. Nach Auslaufen dieses Kontraktes wechselte Alves in die USA, wo sie bei Houston Dash unterzeichnete. Der Kontrakt erhielt eine Laufzeit bis Saisonende 2024 und enthielt die Option auf die Verlängerung um ein Jahr. Die Option wurde von Houston nicht wahrgenommen.
Alves wechselte in ihre Heimat. Hier stattete sie der SC Corinthians aus São Paulo mit einem Vertrag aus.

### Nationalmannschaft
Alves nahm mit der brasilianischen U-20-Nationalmannschaft an den Weltmeisterschaften 2010 und 2012 teil. Am 6. März 2013 debütierte sie gegen Frankreich in der brasilianischen A-Nationalmannschaft, mit der sie unter anderem siegreich an der Südamerika-Meisterschaft 2014 teilnahm. In der Folge wurde Alves in den Kader zum Algarve-Cup 2015 berufen, an dem Brasilien zum ersten Mal teilnahm, ehe sie Teil des brasilianischen Aufgebots bei der Weltmeisterschaft 2015 war und in Kanada mit der „Seleção“ das Achtelfinale erreichte. Im Turnierverlauf kam Alves zu drei Einsätzen und erzielte im Gruppenspiel gegen Spanien mit dem 1:0-Siegtreffer ihr erstes WM-Tor.

## Erfolge
Nationalmannschaft:
- Südamerikameisterin: 2014, 2018

Verein:
- CONMEBOL Copa Libertadores: 2013, 2014
- Brasilianische Pokalsiegerin: 2011, 2013
- Spanische Pokalsiegerin: 2017, 2018
- Katalanische Pokalsiegerin: 2016, 2017, 2018
- Italienische Meisterin: 2023
- Italienische Pokalsiegerin: 2021
- Italienische Superpokalsiegerin: 2022

Auszeichnungen
- Team des Jahres der Serie A: 2022, 2023

## Privates
Seit Juli 2020 ist Alves mit der brasilianischen Fußballspielerin Francielle Manoel Alberto verheiratet.